# Entoria laminata
Entoria laminata är en insektsart som beskrevs av Cai och S.L. Liu 1990. Entoria laminata ingår i släktet Entoria och familjen Phasmatidae. Inga underarter finns listade i Catalogue of Life.